# Warwick Cycle & Automobile Company
Warwick Cycle & Automobile Company, vorher Warwick Cycle Manufacturing Company, war ein US-amerikanischer Hersteller von Fahrzeugen.

## Unternehmensgeschichte
George T. Warwick gründete 1888 die Warwick Cycle Manufacturing Company in Springfield in Massachusetts. Zunächst stellte er Fahrräder her. 1891 stiegen Geldgeber ein. Warwick wurde Chefingenieur, verließ aber 1892 das Unternehmen. 1897 wurde eine Insolvenz überstanden. Zu der Zeit war A. O. Very Präsident und blieb es bis zur Auflösung. 1899 erfolgte die Umfirmierung in Warwick  Cycle & Automobile Company. 1900 entstand das erste Automobil. 1901 begann die Serienproduktion. Der Markenname lautete Warwick. Laut einer Anzeige von 1903 wurden auch Motorräder hergestellt. 1905 endete die Produktion.

## Fahrzeuge
Für die Fahrräder sind die folgenden Markennamen überliefert: Ghost (1892), Perfection (1892–1898), Pilgrim (1892) und Warwick (1889–1998).
Für das Motorrad wurde 72 km/h Höchstgeschwindigkeit angegeben.
Für die Personenkraftwagen sind mehr Details bekannt. 1901 standen zwei Modelle zur Wahl. Sie hatten einen Einzylindermotor von De Dion-Bouton mit wahlweise 3,5 oder 5 PS Leistung. Eine andere Quelle nennt für den stärkeren Motor 6 PS Leistung. Der Motor war unter dem Sitz montiert und trieb über ein Zweiganggetriebe die Hinterachse an. Die Basis bildete ein Rohrrahmen. Gelenkt wurde mit einem Lenkhebel. Der Aufbau war ein Stanhope mit zwei Sitzen.
1902 war die stärkere Ausführung zusätzlich als Motor Car erhältlich. Eine andere Quelle nennt für den 6 HP eine klappbare Sitzbank in der Fahrzeugfront.
1903 gab es nur den 6 HP. Der Einzylindermotor leistete 6 PS. Ab dem Jahr wurden die Motoren selber hergestellt. Das Fahrgestell hatte 178 cm Radstand. Karosseriert war das Fahrzeug als Stanhope mit der klappbaren vorderen Sitzbank.
1904 erschienen zwei größere Modelle mit Frontmotor. Der 14 HP hatte einen Zweizylindermotor mit 14 PS Leistung. Der Radstand betrug 224 cm. Der 18 HP hatte einen Dreizylindermotor mit 18 PS und einen Radstand von 234 cm. Beides waren Tonneau mit fünf Sitzen.
Ein 6 HP von 1902 existiert noch. Er hat einen De-Dion-Bouton-Motor mit 700 cm³ Hubraum und 6 PS Leistung sowie die Karosserie mit der vorderen Sitzbank. Das Fahrzeug nahm bereits am London to Brighton Veteran Car Run teil. Das Auktionshaus Bonhams bot das Fahrzeug am 1. November 2013 auf einer Auktion an und erwartete einen Preis von ungefähr 69.000 bis 81.000 Euro.

## Modellübersicht
| Jahr      | Modell | Zylinder | Leistung (PS) | Radstand (cm) | Aufbau              |
| --------- | ------ | -------- | ------------- | ------------- | ------------------- |
| 1901      | 3 ½ HP | 1        | 3,5           |               | Stanhope            |
| 1901      | 5 HP   | 1        | 5             |               | Stanhope            |
| 1902      | 3 ½ HP | 1        | 3,5           |               | Stanhope            |
| 1902      | 5 HP   | 1        | 5             |               | Stanhope, Motor Car |
| 1903      | 6 HP   | 1        | 6             | 178           | Stanhope            |
| 1904–1905 | 14 HP  | 2        | 14            | 224           | Tonneau 5-sitzig    |
| 1904–1905 | 18 HP  | 3        | 18            | 234           | Tonneau 5-sitzig    |

Quelle: